# Pukguksong-2
Pukguksong-2 (кор. 《북극성-2》형; ханча: 北極星 2型; дослівно: «Полярна зірка тип 2»; KN-15 за американською системою класифікації) — північнокорейська балістична ракета середньої або проміжної дальності. Її описують як здатну нести ядерний заряд. Перший випробувальний запуск ракети відбувся 12 лютого 2017 року, хоча два попередніх запуски в жовтні 2016 року, які спочатку вважалися запусками ракети Hwasong-10, можливо, були невдалими спробами запуску Pukguksong-2. За даними державного інформаційного агентства KCNA, Кім Чен Ин особисто спостерігав за випробуванням, яке було описане як успішне.
Аналітики охарактеризували Pukguksong-2 як «більш стабільну, ефективну та важчу для виявлення» в порівнянні з попередніми розробками Північної Кореї. Ракета використовує твердопаливний двигун і може бути запущена за лічені хвилини. Попередні моделі з рідким паливом є більш вразливими до контратак, оскільки підготовка до їхнього запуску займає кілька годин.
У 2019 році повідомлялося, що Pukguksong-2 розміщено на базах Північної Кореї поблизу кордону з КНР разом із ракетами Hwasong-7.

## Опис
Pukguksong-2 є збільшеною двоступеневою модифікацією ракети Pukguksong-1, яка є балістичною ракетою для підводних човнів (БРПЧ). Ця ракета запускається із транспортного контейнера за допомогою «холодного запуску», де спочатку використовується стиснене повітря, а потім двигун запалюється вже під час польоту. Контейнер ракети є гладким циліндром без напрямних, і під час запуску можна побачити, як серія опорних блоків відділяється від ракети. Ці блоки виконують роль підшипників, коли ракета проходить крізь тісно прилеглу трубу. Подібна система вперше була використана в американській ракеті Peacekeeper. У нижній частині ракети розгортаються сітчасті стабілізатори, які забезпечують аеродинамічну стабільність під час польоту.
Транспортно-пускова установка (ТПУ) для Pukguksong-2 є новою розробкою, концептуально схожою на російську 2П19 ТПУ ракети Р-17М Ельбрус. Це гусенична система, яка, за заявами, є повністю північнокорейського виробництва, на відміну від попередніх китайських колісних пускових установок, похідних від широко відомого дизайну МАЗ-543.
Під час першого тестового запуску ракета пролетіла 500 км за навмисно неефективною траєкторією. Її робоча дальність зазвичай оцінюється в межах 1 200–1 300 км. Ймовірно, ця ракета призначена для заміни ракет середньої дальності, таких як Hwasong-9/Scud-ER та Hwasong-7. Однією з незвичайних особливостей ракети є її здатність знімати зображення земної поверхні поблизу апогею польоту та передавати їх на приймальну станцію. Продовження збору даних під час входу в атмосферу може бути корисним для точного наведення маневруючої бойової частини, хоча Pukguksong-2 поки що не проходила випробувань із такою системою.

## Випробування
| № | дата       | локація | результат |
| - | ---------- | --- | --------- |
| 1 | 11.02.2017 | 40°00′42″ пн. ш. 125°13′05″ сх. д. / 40.011572423° пн. ш. 125.218110711° сх. д., Центр випробувань техніки і підготовки водіїв, Кусонг | Успіх     |
| 2 | 21.05.2017 | 39°37′05″ пн. ш. 125°48′13″ сх. д. / 39.6180283° пн. ш. 125.8035851° сх. д., Озеро Йонпунг, Анджу                                      | Успіх     |

## Бойове застосування

### Російсько-українська війна
21 грудня 2024 року в мережах інтернету з'явилися кадри з ймовірним переміщенням ракетних комплексів KN-15 (Pukguksong-2). На опублікованому відео, що нібито зняте в Тюменській області, видно ешелон з вантажними вагонами, платформами із екскаваторами, а також  десятьма самохідними артилерійськими установками Koksan і п'ятьма гусеничними машинами з циліндричною верхньою частиною. Але через якість відео важко сказати, що саме це за машини.